# Chodsigoa parca
Chodsigoa parca är en däggdjursart som beskrevs av Glover Morrill Allen 1923. Chodsigoa parca ingår i släktet Chodsigoa och familjen näbbmöss. Internationella naturvårdsunionen kategoriserar arten globalt som livskraftig.
Arten blir 68 till 84 mm lång (huvud och bål), har en 74 till 108 mm lång svans, 15 till 20 mm långa bakfötter, 8 till 10 mm stora öron och en vikt av 7 till 9,5 g. Djurets rygg är täckt av grå päls med brun skugga. På buken förekommer ljusare päls i samma färg. Den långa svansen är uppdelad i en brun ovansida och en krämfärgad undersida. Arten är mindre och har en smalare nos (rostrum) än Chodsigoa smithii.
Denna näbbmus förekommer i södra Kina och i angränsande regioner av Myanmar, Thailand och Vietnam. Arten vistas i bergstrakter mellan 1500 och 3000 meter över havet. Habitatet utgörs av skogar med bambu som undervegetation.
Chodsigoa parca har huvudsakligen grå päls, bara fötterna är bruna eller ljusbruna. Den är med cirka 70 mm kroppslängd (huvud och bål) en av de större arterna i släktet.

## Underarter
Arten delas in i följande underarter:
- C. p. furva
- C. p. lowei
- C. p. parca